# 満洲国圓
- 満州国円
- 滿洲國円
- 満洲国円
- 満洲国圓
- 滿洲國圓
- 満州国圓

満洲国圓（まんしゅうこくえん、新字体:満洲国円、旧字体：滿洲國圓）は、満洲国で流通した通貨である。通称は国幣。満洲中央銀行が発行した。

## 概要
1932年（大同元年）に建国された満洲国は、それまで軍閥政権が東三省で独自に発行していた貨幣を統一（幣制統一）するにあたり、満洲中央銀行法（大同元年6月11日教令第26号）を公布して満洲中央銀行を設立し、新貨幣（通称・国幣）を発行した。満洲国幣は中華民国の通貨と同じく銀本位制でスタートし、現大洋（袁世凱弗、孫文弗と呼ばれた銀圓）と等価とされた。
しかし、1934年（康徳元年）6月にアメリカ合衆国で銀買上法が成立すると、世界的な銀高騰を引き起こし、中国大陸から銀が流出するようになったため、満洲国金融当局は1935年（康徳2年）4月、満洲国幣の銀リンクからの離脱と日本円へリンクする政策を採用し、同年9月に日本円と完全に等価となった。同年11月4日、日満両政府による「満日為替相場等価維持に関する声明」を発表し、日本円を基準とする管理通貨制度に移行した。
このほか主要都市の満鉄附属地を中心に関東州の法定通貨だった朝鮮銀行発行の朝鮮銀行券（金票）や横浜正金銀行発行の横浜正金銀行券（鈔票）も使用されていたが、1935年（昭和10年）11月4日に日本政府が「満洲国の国幣価値安定及幣制統一に関する件」を閣議決定した事により、満洲国内で流通していた日本側銀行券は適当な時機に国幣に統一し、これを実現するために満洲国内での朝鮮銀行の営業に対して必要な統制を加え、横浜正金銀行券の発行禁止措置を執り、日本側官民の国幣使用を推奨し、関東軍・南満洲鉄道は可能な限り国幣で支払うように努めるとした。これにより金票・鈔票は回収され、満洲国内の通貨は満洲国幣に統一された。
1945年（康徳12年）8月18日に満洲国が解散し、同年8月20日に満洲中央銀行が赤軍（ソ連軍）に接収された後も、ソ連軍発行の軍用手票（軍票）や国民政府の法幣・東北九省流通券（東北流通券）よりも信用が高く、その後もしばらくの間、東北流通券と同価値で流通していたが、1947年（民国36年）春に、一定期間内の届出交換方式による東北流通券との等価交換が実施され、以後、満洲国幣の流通は禁止された。1948年（民国37年）、約12億圓の満洲中央銀行券は、東北銀行地方流通券に交換された。

## 発行法規
満洲国の貨幣の発行は「貨幣法」（大同元年6月11日教令第25号）で定められた。後に鋳貨（硬貨）で使用していたアルミニウムが不足するようになり、鋳貨の代用として「小額紙幣発行ニ関スル件」（康徳11年8月14日勅令第224号）を公布して小額紙幣が、「マグネ貨発行ニ関スル件」（康徳12年2月5日勅令第6号）を公布してマグネ貨が発行されている。
なお、新様式の貨幣を発行する際は「満洲中央銀行ノ発行スル貨幣ノ様式並ニ製造発行損幣引換及銷却ニ関スル件」（大同元年7月2日教令第46号）第3条の規定により、発行期日の1か月前には公告するとされ、『満洲国政府公報』（後に『政府公報』に改題）に「満洲中央銀行公告」として発行貨幣の発行日と額面、表面・裏面のデザイン、寸法のほか、紙幣の場合は用紙（漉入れ）と印刷色の詳細、硬貨の場合は重量及び品位が記載された。

### 貨幣法
1932年（大同元年）6月に公布された「貨幣法」（大同元年6月11日教令第25号）で満洲国の貨幣が規定された。法案作成担当者は南満州鉄道理事の首藤正寿。以下は公布時の条文である。
第1條で、貨幣の製造及び発行の権限は政府に属するが満洲中央銀行が代行するとされた。
第2條で、純銀23.91グラムが価格の単位とされ、通貨の呼称は圓とされた。続く第3條で通貨単位は十進法表記が採用され、1圓=10角=100分=1000厘と規定された。
第4條で、貨幣の種類が9種と規定され、紙幣は百圓、十圓、五圓、一圓、五角の5種、硬貨は白銅貨幣が一角、五分の2種、青銅貨幣が一分、五厘の2種とされた。なお、1939年（康徳6年）の改正で硬貨の材質に関する表記が削除され、硬貨は一角、五分、一分、五厘の4種と規定された。
第5條で、貨幣の強制通用力が規定されており、紙幣は無制限、鋳貨（硬貨）は100枚まで法貨として通用するとされた。
第6條で、一角及び五角の白銅貨幣、一分及び五厘の青銅貨幣の量目、素材及び品位が定められていた。続く第7條で、貨幣の様式、製造、発行、損幣の引換え・消却に関しては教令で定めるとされていたが、1939年（康徳6年）の改正で、第4條の改正と同時に第6條が削除され、第7條を第6條として「貨幣ノ様式、製造、発行、損幣引換及銷却並ニ鋳貨ノ素材、品位及量目ニ関シテハ勅令ヲ以テ之ヲ定ム」に改められると共に以降の各條が繰り上げられた。
第8條で、著しく汚れたり磨耗・毀損した貨幣は、額面価格により手数料無しで満洲中央銀行で引き換えを行うとされた。但し、第9條で、鋳貨については模様の識別が難しい物や私的に極印した物、故意に毀損したと認められる物は貨幣価値を失うとされている。
第10條で、満洲中央銀行は紙幣発行に際して、その発行高の3割以上に相当する銀塊・金塊、確実な外国通貨、外国銀行に対する金銀預ケ金を保有する事で発行準備額としている。また、第11條では、発行準備額を除いた紙幣発行高に対しては、公債証書、政府が発行・保証する手形、その他確実な証券・商業手形を保有する事で信用を担保した。
第12條で、満洲中央銀行は紙幣及び鋳貨の発行高・準備の増減を記した出納日報と毎週平均高表を作製して政府に提出すると共に毎週平均高表を公告すると規定され、一般に対しては週1回、毎週平均高表を『満洲国政府公報』及び『政府公報』に公告した。
第13條で、政府は満洲中央銀行に対して貨幣の製造及び発行を監督する事を定めており、管理官は何時でも貨幣の発行高・未発行高及び帳簿を検査する事が出来るとされた。
第14條で、従来流通していた鋳貨及び紙幣に関しては「舊貨幣整理辦法（旧貨幣整理弁法）」の定める事によるとされており、1932年（大同元年）7月に施行された「旧貨幣整理弁法」（大同元年6月27日教令第37号）により、旧紙幣15種は2年間、一定の換算率で新貨幣と同一の効力を有するとされ、旧鋳貨（奉天省十進銅元）は5年間、新貨幣の一分青銅貨と同一の効力を有するとされ、それぞれ期間満了後はその効力を失うとされた。これらの旧貨幣は満洲中央銀行の総分支行で新貨幣と引き換えるとされ、流通期限満了の1934年（康徳元年）6月末迄に93.1%の回収率を示した。それでも約1000万圓の未回収分があり、所持者の利益保護のために「舊紙幣兌換ノ件」（康徳元年5月22日財政部布告第6号）で交換期間を更に1年延長し、最終的には97.2%の回収率を達成した。
なお、グラムの漢字表記は制定当初は日本語と同じ「瓦」が使用されたが、1933年（大同2年）4月の「貨幣法中改正ノ件」（大同2年4月19日教令第22号）で中国語の「公分」に改められ、1939年（康徳6年）10月の「貨幣法中改正ノ件」（康徳6年10月12日勅令第265号）で再度「瓦」に改められている。
上記の通り、貨幣法第2條で純銀23.91グラム（現大洋の純銀量）の価格を基準として「圓」と規定されているため、制度上は銀本位制に相当するが、条文に兌換に関する規定はなく、同第4條にも本位貨幣の銀貨の規定が存在しない。そのため、当初から銀にリンクする管理通貨として発足したとされている。

### 小額紙幣発行ニ関スル件
1944年（康徳11年）8月に公布された「小額紙幣発行ニ関スル件」（康徳11年8月14日勅令第224号）で、鋳貨の代用として小額紙幣が発行された。
第1條で政府は鋳貨に代用するため、臨時・必要に応じて満洲中央銀行を通じ、一角、五分、一分の小額紙幣を発行させる事が出来ると規定され、第2條で鋳貨と同様に小額紙幣は100枚まで法貨として通用するとした。第3條で本法記載以外の事項は貨幣法（大同元年教令第25号）の定めによるとされた。
なお、同時に公告された壹角小額紙幣に関する満洲中央銀行公告で「本小額紙幣ハ記号ノミトシ番号ハ之ヲ附セス」とあり、小額紙幣は記号のみが記載された。なお同公告では、紙幣を意味する「券」ではなく「小額紙幣」と表記して区別している。
この法規により、一角、五分の小額紙幣が発行されたが、一分の小額紙幣は発行されなかった。

### マグネ貨発行ニ関スル件
1945年（康徳12年）2月に公布された「マグネ貨発行ニ関スル件」（康徳12年2月5日勅令第6号）で、金属製鋳貨の代用としてマグネ貨が発行された。
第1條で政府は鋳貨に代用するため、臨時・必要に応じて満洲中央銀行を通じ、五分及び一分マグネ貨を発行させる事が出来ると規定され、第2條で鋳貨と同様に100枚まで法貨として通用するとした。第3條でマグネ貨の主成分は軽焼マグネシア（マグネサイトを焼成した酸化マグネシウム）とされ、量目は五分マグネ貨は0.9グラム、一分マグネ貨は0.62グラムと規定された。第4條で本法記載以外の事項は貨幣法（大同元年教令第25号）の定めによるとされた。
なお、マグネサイトが使用されたため、『日本貨幣カタログ』等で「マグネサイト貨」と記される事もあるが、本条文の通り公式表記は「マグネ貨」である。

## 通貨単位
満洲国の通貨単位は、貨幣法（大同元年教令第25号）により「圓」とされた。圓以下の通貨単位は当時の中国の単位に合わせて十進法が採用され、「1圓=10角=100分=1000厘（釐）」とされた。英文表記は、圓は「Yuan」、角は「Chiao」、分は「Fen」、厘 は「Li」だが、五角紙幣は「5Chiao」ではなく「50Fen」と表記した。同様にアラビア数字で額面が記された壹角アルミニウム貨幣も、1角=10分を意味する「10」と記されている。
なお、当時の中華民国の銀圓・法幣（及び現在の人民元、台湾元、香港元）と同様、中国語では「圓」を「元」と略記していたが、満洲国内及び日本では満洲国の通貨を「圓」、中華民国の通貨を「元」と表記して区別した。また日本円（朝鮮銀行券）と区別する場合、満洲国圓は「国幣」、日本円は「日金（日本金票）」と表記して区別した。
通貨記号は、日本円の通貨記号と同じ「¥」（円記号）が使用されたが、日本円と区別する際は、満洲国の英文頭文字の「M」を冠して「M¥」と表記した。

## 紙幣の種類
満洲中央銀行券（中銀券）は、発行・改正された順により、改造券、甲号券、乙号券、丙号券、丙改券、丁号券の6種類に分類される。紙幣の額面は貨幣法（大同元年6月11日教令第25号）第4條に基づき百圓、十圓、五圓、一圓、五角の5種が発行され、後に小額紙幣発行ニ関スル件（康徳11年8月14日勅令第224号）に基づき一角（丙号券）、五分（丁号券）が追加された。

### 紙幣の製造
中銀券は日本の内閣印刷局に製造が委託されていたが、大東亜戦争（太平洋戦争）に於ける日本軍の占領地域の拡大と、その地域で使用する各種紙幣の製造が優先されたため、中銀券の製造は後回しにされた。また、紙幣輸送で使用していた関釜連絡船がアメリカ海軍潜水艦の脅威に晒されたため、満洲国の経済当局が日本の陸軍、大東亜、大蔵の各省と折衝した結果、満洲国が必要とする紙幣は満洲国内で製造される事になり、1944年（康徳11年）に内閣印刷局や凸版印刷、大日本印刷の各社から凹版、凸版、平凹版等の印刷機械数十台を譲り受け、満洲帝国印刷廠（局）で印刷が行われた（丙改券）。紙幣で使用する用紙は、吉林特殊製紙と満洲豆桿パルプを直轄の製紙工場として、パルプに在来の中銀券を溶解して回収した三椏を混入したものを使用した。大東亜戦争の深刻化により満洲国内でもインフレが進み、紙幣の使用量が急増したため、新たに千圓券の製造に着手したが、製造途中で終戦を迎えたため、実際には使用されなかった。

### 記号と番号
紙幣の表面右上及び左下にある短い数字を「記号」、左上及び右下にある長い数字を「番号」と呼称した。発行当初は番号は1記号毎に90万とされていたが、直後に1記号毎に100万と変更された。
その後、経済部大臣が定める経済部令で紙幣の番号が規定されるように変更され、1941年（康徳8年）7月の「満洲中央銀行ノ発行スル紙幣ノ番號ニ関スル件」（康徳8年7月26日経済部令第42号）第1條で「満洲中央銀行ノ発行スル紙幣ニハ番號ヲ附ス但シ五角紙幣ニ付テハ此ノ限ニ在ラズ」と五角紙幣については番号無しでの発行が認められた。同第2條で番号は1記号毎に1番から100万番迄とされたが、紙幣の印刷中に番号が欠如し補充のために印刷した紙幣については、当該欠如番号に代えて順次100万番を超える番号を附す事が可能とされた。
更に1944年（康徳11年）12月には新たな経済部令として「満洲中央銀行ノ発行スル紙幣ノ記號及番號ニ関スル件」（康徳11年12月19日経済部令第86号）が定められ、同第1條で「満洲中央銀行ノ発行スル紙幣ハ一記號毎ニ百萬万枚又ハ五萬百万枚トス」と1記号毎に100万枚又は500万枚に変更された。同第2條で「満洲中央銀行ノ発行スル紙幣ニハ番號ヲ附ス但シ経済部大臣ノ認可ヲ受ケタル場合ハ此ノ限ニ在ラズ」と、五角紙幣以外の紙幣についても番号無しでの発行が認められた。また、同第3條で番号は1記号毎に1番から100万番又は500万番迄とされたが、紙幣の印刷中に番号が欠如し補充のために印刷した紙幣については100万番又は500万番を超える番号を附す事が可能とされた。

### 偽造防止策
内閣印刷局で製造された紙幣には着色繊維が混入されているほか、五角券以外の甲号券には銀本位の額面と図形（壹圓券の場合は「銀壹圓」の文字と松柏模様、壹百圓券の場合は「銀壹百圓」の文字と龍）の漉入と透かしが入れられている。乙号券以降で肖像がある紙幣は、人物凹凸漉（透かし）が施されている。
満洲帝国印刷廠（局）で印刷が行われた紙幣には、当時華北で米中連合軍が中国聯合準備銀行が発行する聯銀券の精巧な偽札を空中散布してインフレを激化させていた事に対処するため、志方益三大陸科学院副院長の尽力を仰ぎ、内蒙古地区の塩湖のみに生える藻を着色し、用紙に漉き込んで偽造防止策とした。

### 紙幣一覧
以下は紙幣の一覧である。
改造券と小額紙幣を除き、裏面中央下部に「此票依據滿洲國政府於大同元年六月十一日施行之敎令第二十五號貨幣法而發行者」（此票は満洲国政府大同元年六月十一日施行の教令第二十五號貨幣法に依拠して発行せる者なり）と発行根拠が記載されている。

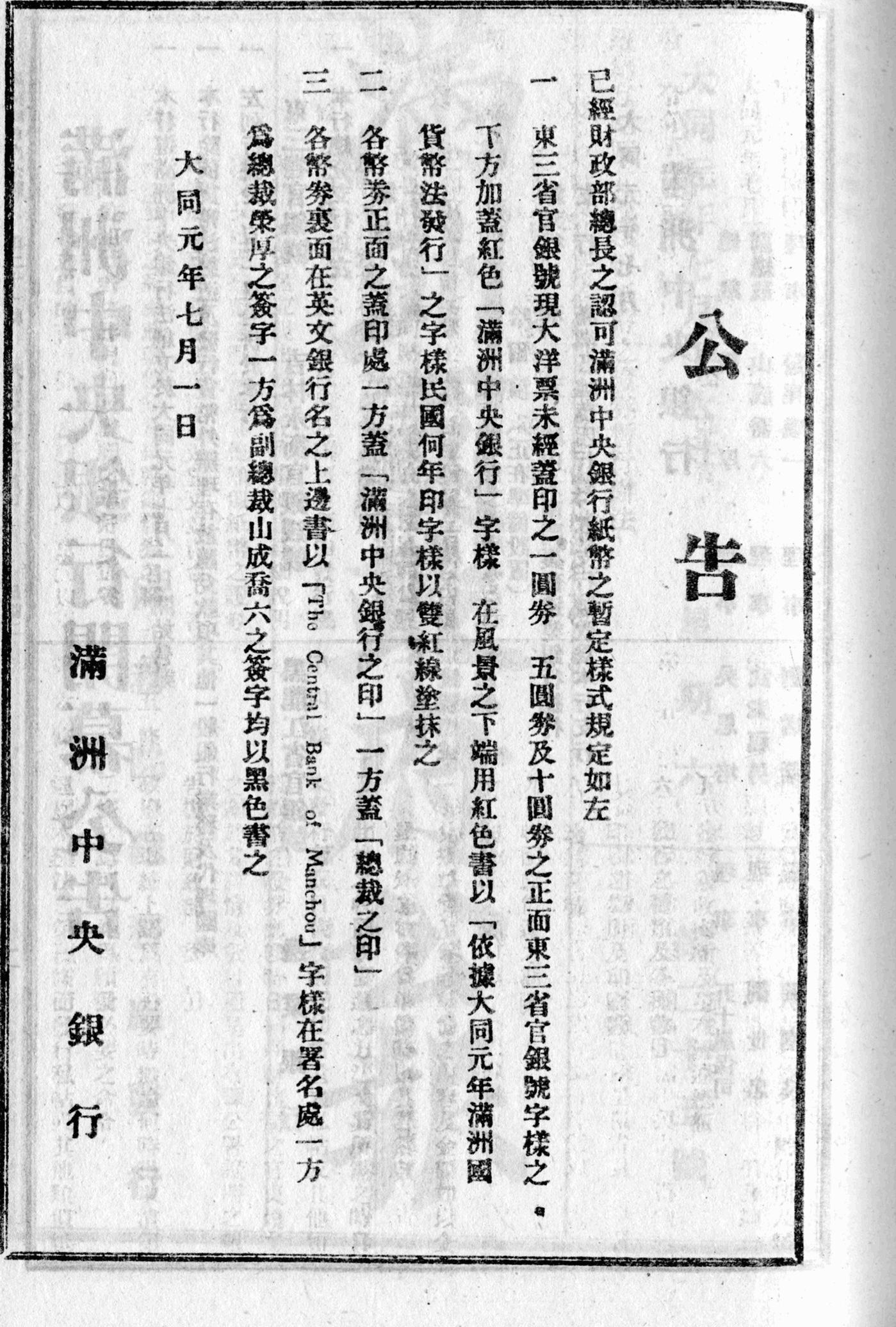
改造券発行時の満洲中央銀行公告（1932年（大同元年）7月1日付）

改造券
新紙幣が発行されるまでの一時的な手段として、旧東三省官銀號現大洋票の未加印券（署名印の無い紙幣）を流用した紙幣。
『満洲国政府公報』に掲載された紙幣発行に伴う公告及び支店等に配布した見本券では拾圓、伍圓、壹圓の3種とされたが、最終的に伍圓は発行されなかった。
表面は、東三省官銀號の文字の下に「満洲中央銀行」、風景の下に「依據大同元年満洲國貨幣法發行」の文字を赤色で加刷し、民国何年印の文字を2本の朱線で抹消したほか、捺印箇所に「満洲中央銀行之印」と「總裁之印」が押捺された。
裏面は、英文銀行名の上に「THE CENTRAL BANK OF MANCHOU」の文字を黒で加刷し、署名箇所には満洲中央銀行総裁の栄厚と副総裁の山成喬六の署名が黒書押捺されている。
1932年（大同元年）7月1日発行。新紙幣（後に甲号券と改称）発行に伴い、改造券は回収された。
甲号券
壹百圓、拾圓、五圓、壹圓、五角の5種を発行。
五角以外のデザインは共通で、表面に満洲国国旗がカラーで印刷されており、刷色数は7色。五圓を除いて印刷色も同一である（五圓のみ茶褐色、それ以外は青色）。
表面左側に満洲国国旗、中央に額面、右側に執政府勤民楼が描かれている。
裏面下部に前述の発行根拠の他に、貨幣法摘要として第1條及び第2條が記されている。
1932年（大同元年）9月10日に五角券が発行されたのを皮切りに、1933年（大同2年）6月1日の五圓券まで各金種が順次発行された。
乙号券
百圓、拾圓、五圓、壹圓、五角の5種を発行。
デザインが全面変更され、表面右側に中国古代の聖人・賢人の肖像、周りに雲龍模様が描かれたほか、裏面は風景・建築物が描かれている。
この券から表面中央上部に国章の蘭花紋章、中央下部に「大日本帝國内閣印刷局製造」の銘、裏面中央上部に満洲中央銀行行章が描かれている。
本紙幣以降、壹圓以上の紙幣裏面に蒙古文字で「圓」と同義の「トゥグルグ」による額面が記されている。
1935年（康徳2年）11月1日に五角券が発行されたのを皮切りに、1938年（康徳5年）4月までに各金種が順次発行された。
丙号券
壹角が追加され、百圓、拾圓、五圓、壹圓、五角の計6種を発行。表面のデザインは小幅変更。裏面は百圓と壹圓のデザインが改訂されたほか、印刷色の変更が行われている。
壹角小額紙幣のみ「満洲帝國印刷廠製造」と記されている。
五角券のみ1941年（康徳8年）、それ以外は1944年（康徳11年）4月以降に発行された。
丙改券
百圓、拾圓、五圓、壹圓の4種を発行。丙号券とデザインは同一だが色調等が若干異なる（印刷方式、インク・用紙の材質が丙号券と異なるため）。
百圓券のみ「満洲帝國印刷局製造」、他は「大日本帝國内閣印刷局製造」と記されているが、実際には全ての券種が満洲国内で製造されている。
百圓券を除いて番号が廃止され、記号のみを拾圓券及び五圓券は左上と右下、壹円券は右上と左上に附している。
1944年（康徳11年）11月に発行された。
丁号券
五分、五角、壹仟圓の3種を製造。
壹仟圓券のみ「満洲帝國印刷廠製造」と記されているほか、色調の異なる2種が存在する。
五分小額紙幣、五角券とも発行日不詳。壹仟圓券は1944年（康徳11年）11月から製造されたが未発行に終わっている。
| 券名   | 額面   | 画像（表） | 画像（裏） | サイズ （横×縦：mm） | 発行時期                    | 表面図柄         | 裏面図柄                  | 備考                                    |
| ------ | ------ | ---------- | ---------- | -------------------- | --------------------------- | ---------------- | ------------------------- | --------------------------------------- |
| 改造券 | 壹圓   |            |            | 155×71               | 1932年（大同元年） 7月1日   | 庭園             | 花模様                    | 旧東三省官銀號 現大洋票加刷券           |
| 改造券 | 伍圓   |            |            | 160×77               | 未発行                      | 庭園             | 花模様                    | 旧東三省官銀號 現大洋票加刷券           |
| 改造券 | 拾圓   |            |            | 167×85               | 1932年（大同元年） 7月1日   | 庭園             | 花模様                    | 旧東三省官銀號 現大洋票加刷券           |
| 甲号券 | 五角   |            |            | 122×70               | 1932年（大同元年） 9月10日  | 花模様           | 花模様                    | 中銀券 記号・番号あり                   |
| 甲号券 | 壹圓   |            |            | 142×81               | 1932年（大同元年） 12月20日 | 満洲国旗と勤民楼 | 貨幣法 第1條・第2條       | 中銀券 記号・番号あり                   |
| 甲号券 | 五圓   |            |            | 151×86               | 1933年（大同2年） 6月1日    | 満洲国旗と勤民楼 | 貨幣法 第1條・第2條       | 中銀券 記号・番号あり                   |
| 甲号券 | 拾圓   |            |            | 162×93               | 1932年（大同元年） 11月10日 | 満洲国旗と勤民楼 | 貨幣法 第1條・第2條       | 中銀券 記号・番号あり                   |
| 甲号券 | 壹百圓 |            |            | 182×103              | 1933年（大同2年） 4月10日   | 満洲国旗と勤民楼 | 貨幣法 第1條・第2條       | 中銀券 記号・番号あり                   |
| 乙号券 | 五角   |            |            | 118×64               | 1935年（康徳2年） 11月1日   | 趙公明           | 門坊                      | 中銀券 記号・番号あり                   |
| 乙号券 | 壹圓   |            |            | 127×68               | 1937年（康徳4年） 12月1日   | 孔子             | 荘院                      | 中銀券 記号・番号あり                   |
| 乙号券 | 五圓   |            |            | 137×74               | 1938年（康徳5年） 7月1日    | 孟子             | 満洲国国務院              | 中銀券 記号・番号あり                   |
| 乙号券 | 拾圓   |            |            | 147×80               | 1937年（康徳4年） 7月1日    | 趙公明           | 満洲中央銀行 総行（本店） | 中銀券 記号・番号あり                   |
| 乙号券 | 百圓   |            |            | 168×91               | 1938年（康徳5年） 4月11日   | 大成殿と孔子     | 牧羊の群れ                | 中銀券 記号・番号あり                   |
| 丙号券 | 壹角   |            |            | 103×52               | 1944年（康徳11年） 9月15日  | 花模様           | 廟宇                      | 小額紙幣 記号のみ                       |
| 丙号券 | 五角   |            |            | 119×65               | 1941年（康徳8年） 8月       | 趙公明           | 門坊                      | 中銀券 記号のみ                         |
| 丙号券 | 壹圓   |            |            | 127×68               | 1944年（康徳11年） 4月1日   | 孔子             | 花模様                    | 中銀券 記号・番号あり                   |
| 丙号券 | 五圓   |            |            | 137×74               | 1944年（康徳11年） 4月1日   | 孟子             | 満洲国国務院              | 中銀券 記号・番号あり                   |
| 丙号券 | 拾圓   |            |            | 147×80               | 1944年（康徳11年） 4月1日   | 趙公明           | 満洲中央銀行本店          | 中銀券 記号・番号あり                   |
| 丙号券 | 壹百圓 |            |            | 168×91               | 1944年（康徳11年） 11月10日 | 大成殿と孔子     | 穀物倉庫 （大豆サイロ）   | 中銀券 記号・番号あり                   |
| 丙改券 | 壹圓   |            |            | 128×68               | 1944年（康徳11年） 11月     | 孔子             | 花模様                    | 中銀券 記号のみ                         |
| 丙改券 | 五圓   |            |            | 137×74               | 1944年（康徳11年） 11月10日 | 孟子             | 満洲国国務院              | 中銀券 記号のみ                         |
| 丙改券 | 拾圓   |            |            | 147×80               | 1944年（康徳11年） 11月10日 | 趙公明           | 満洲中央銀行本店          | 中銀券 記号のみ                         |
| 丙改券 | 壹百圓 |            |            | 168×91               | 1944年（康徳11年） 11月10日 | 大成殿と孔子     | 穀物倉庫 （大豆サイロ）   | 中銀券 記号・番号あり                   |
| 丁号券 | 五分   |            |            | 94×48                | 発行日不詳                  | 花模様           | 塔                        | 小額紙幣 記号のみ                       |
| 丁号券 | 五角   |            |            | 127×64               | 発行日不詳                  | 大成殿           | 雲龍                      | 中銀券 記号のみ                         |
| 丁号券 | 壹仟圓 |            |            | 180×104              | 未発行                      | 大成殿と孔子     | 満洲中央銀行本店          | 中銀券 記号・番号あり 色調違い2種が存在 |

- 上記の表は『旧満洲国貨幣研究』13頁「満洲中央銀行券の一覧表」を参考にしたが、サイズ及び発行時期に関しては『満洲国政府公報』及び『政府公報』に掲載された満洲中央銀行公告を基にした。

### 未発行の紙幣

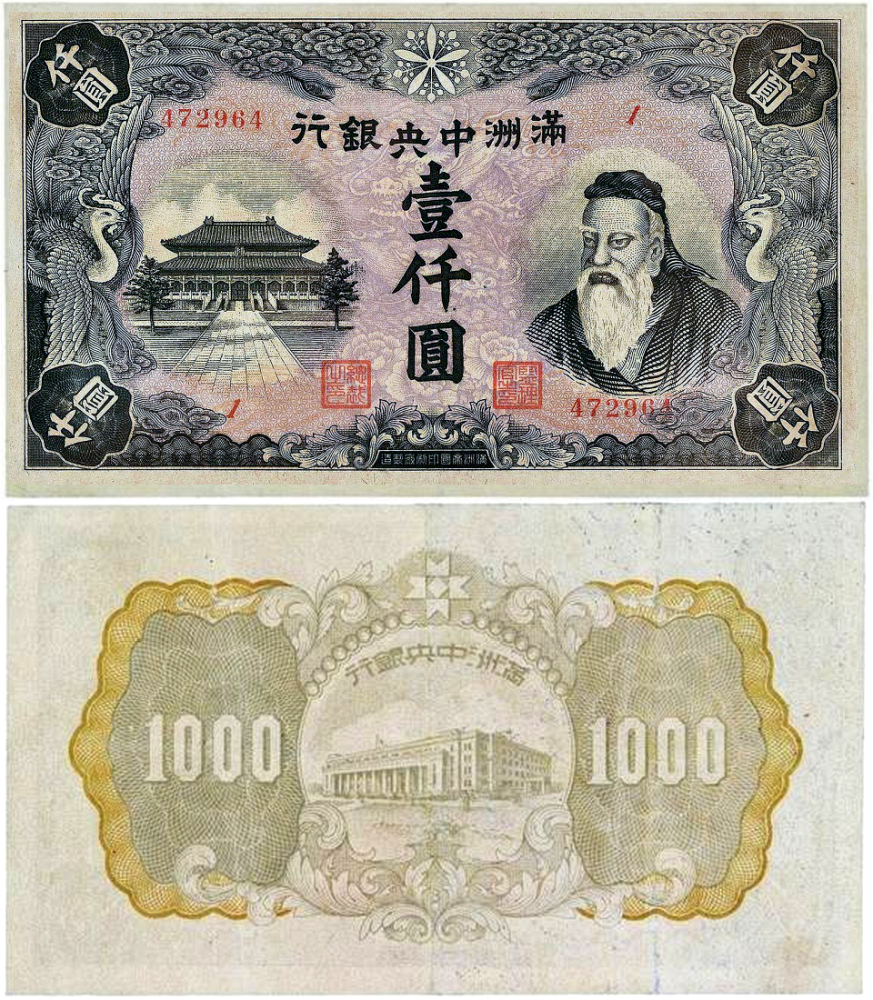
未発行の丁号壹仟圓紙幣（その2）

## 硬貨の種類
貨幣法（大同元年6月11日教令第25号）の下、満洲中央銀行は硬貨の製造・発行も認められており、1933年（大同2年）5月20日に、それまで流通していた硬貨に替わる新たな硬貨が発行され、旧硬貨は暫時回収された。
鋳貨の種類、額面は貨幣法第4條で、素材、品位及び量目に関しては同第6條で定められていたが、1939年（康徳6年）10月12日の「貨幣法中改正ノ件」（康徳6年10月12日勅令第265号）により貨幣法第4條から鋳貨の種類が削除され、同第6條で規定されていた鋳貨の量目、素材及び品位に関しては「勅令ヲ以テ之ヲ定ム」と修正され、新たに「鋳貨ノ素材、品位及量目ニ關スル件」（康徳6年10月12日勅令第266号）で定められる事となった。これにより、新様式の硬貨を発行する毎に勅令の改正が行われたが、貨幣法は改正されなかった。
発行当初、壹角、五分の白銅貨（銅とニッケルの合金）2種が定められ、1933年（大同2年）5月20日に発行された。続いて壹分、五釐の青銅貨（銅と錫の合金）2種が定められ、1933年（大同2年）8月1日に発行された。1939年（康徳6年）10月12日の貨幣法改正と「鋳貨ノ素材、品位及量目ニ關スル件」の制定によりアルミニウム貨が追加され、同日の『政府公報』で新様式の壹角、五分の白銅貨2種と壹分アルミニウム貨、五釐黄銅貨（銅と亜鉛の合金）が公告されたが、このうち五分白銅貨と五釐黄銅貨は発行されなかった。翌1940年（康徳7年）8月1日に「鋳貨ノ素材、品位及量目ニ關スル件」が改正され、同日の『政府公報』で壹角、五分、五釐アルミニウム貨が公告されたが、このうち五釐アルミニウム貨は発行されなかった。なお、これらの硬貨裏面の国名表記は「大満洲國」となっている。
その後、大東亜戦争（太平洋戦争）が激化して日本では航空機製造に欠かせないアルミニウムが不足するようになり、満洲国もアルミニウムの確保に協力するため、1944年（康徳11年）1月にそれまでよりも小型・軽量化した新様式の壹角、五分、壹分アルミニウム貨を発行して、旧硬貨の回収を実施した。その後、アルミニウムに替わる素材を検討する事となり、大石橋産のマグネサイトが採用され、1945年（康徳12年）2月15日に五分、壹分マグネ貨が発行されたが、マグネサイトは本来貨幣の素材として適したものではない。なお、1944年（康徳11年）1月以降に発行された新硬貨裏面の国名表記は「滿洲帝國」に変更されている。
1944年（康徳11年）5月にセラミック製陶貨が試作されたが、量産が難しい等の理由で断念している。この試作品の実物は吉林省檔案館（公文書館）の満洲中央銀行関連資料に収蔵されている。

### 硬貨製造
満洲国で発行された全ての硬貨は、奉天市の「満洲中央銀行造幣廠」（現在の瀋陽造幣廠）で製造された。1932年（大同元年）12月、満洲中央銀行は財務部から旧奉天省造幣廠の払い下げを受けたが、満洲事変後1年以上も機械を稼動させておらず、設備も古かったため、大阪の造幣局から造幣技師及び熟練工を招聘し、新型機械の購入及び譲渡等により工場を再整備した。1933年（大同2年）3月20日、「満洲中央銀行造幣廠」を正式に設立し、5月1日より新硬貨の製造を開始し、5月20日から発行を行った。

### 硬貨一覧
| 額面 | 幣種                | 画像 | 表面図柄         | 裏面図柄 | 発行時期                   | 直径 mm | 厚さ mm | 量目 g | 品位              | 年銘                         |
| ---- | ------------------- | ---- | ---------------- | -------- | -------------------------- | ------- | ------- | ------ | ----------------- | ---------------------------- |
| 壹角 | 旧1角白銅貨         |      | 双龍戯珠         | 牡丹花   | 1933年（大同2年） 5月20日  | 23      | 1.5     | 5.0    | ニッケル250/銅750 | 大同2,3年 康徳元,2,5,6年     |
| 壹角 | 新1角白銅貨         |      | 雲海からの日の出 | 羽馬     | 1940年（康徳7年） 2月12日  | 21      | 1.4     | 3.5    | ニッケル250/銅750 | 康徳7年                      |
| 壹角 | 旧1角アルミニウム貨 |      | 麦の穂           | 分銅     | 1940年（康徳7年） 10月10日 | 23      | 2.0     | 1.7    | 純アルミニウム    | 康徳7,8,9,10年               |
| 壹角 | 新1角アルミニウム貨 |      | 雲形             | なし     | 1944年（康徳11年） 1月     | 22      | 1.3     | 1.0    | 純アルミニウム    | 康徳10年                     |
| 五分 | 旧5分白銅貨         |      | 双龍戯珠         | 牡丹花   | 1933年（大同2年） 5月20日  | 20      | 1.35    | 3.5    | ニッケル250/銅750 | 大同2,3年 康徳元,2,3,4,6年   |
| 五分 | 新5分白銅貨         |      | 植物の葉         | 満洲国旗 | 未発行                     | 18      | -       | 2.5    | ニッケル250/銅750 | 康徳6年（予定）              |
| 五分 | 旧5分アルミニウム貨 |      | 麦の穂           | なし     | 1940年（康徳7年） 9月11日  | 21      | 1.75    | 1.3    | 純アルミニウム    | 康徳7,8,9,10年               |
| 五分 | 新5分アルミニウム貨 |      | 雲形             | なし     | 1944年（康徳11年） 1月     | 19      | 1.35    | 0.75   | 純アルミニウム    | 康徳10,11年                  |
| 五分 | 5分マグネ貨         |      | 雲形             | なし     | 1945年（康徳12年） 2月15日 | 19      | 2.0     | 0.9    | 酸化マグネシウム  | 康徳11,12年                  |
| 壹分 | 1分青銅貨           |      | 牡丹花           | 満洲国旗 | 1933年（大同2年） 8月1日   | 24      | 1.15    | 5.0    | 銅950/錫40/亜鉛10 | 大同2,3年 康徳元,2,3,4,5,6年 |
| 壹分 | 旧1分アルミニウム貨 |      | 麦の穂           | 蘭花紋章 | 1939年（康徳6年） 11月13日 | 19      | 1.7     | 1.0    | 純アルミニウム    | 康徳6,7,8,9,10年             |
| 壹分 | 新1分アルミニウム貨 |      | 雲形             | なし     | 1944年（康徳11年） 1月     | 16      | 1.25    | 0.55   | 純アルミニウム    | 康徳10,11年                  |
| 壹分 | 1分マグネ貨         |      | 雲形             | なし     | 1945年（康徳12年） 2月15日 | 16      | 2.2     | 0.62   | 酸化マグネシウム  | 康徳12年                     |
| 五釐 | 5厘青銅貨           |      | 牡丹花           | 満洲国旗 | 1933年（大同2年） 8月1日   | 21      | 1.4     | 3.5    | 銅950/錫40/亜鉛10 | 大同2,3年 康徳元,2,3,4,6年   |
| 五釐 | 5厘黄銅貨           |      | 植物の葉         | 蘭花紋章 | 未発行                     | 17      | -       | 2.0    | 銅950/亜鉛50      | 康徳6年（予定）              |
| 五釐 | 5厘アルミニウム貨   |      | 蘭花紋章         | 分銅     | 未発行                     | 16      | -       | 0.7    | 純アルミニウム    | 康徳7年（予定）              |

- 上記の表は『旧満洲国貨幣研究』73-77頁を参考にしたが、発行時期に関しては『満洲中央銀行十年史』283頁及び『政府公報』に掲載された満洲中央銀行公告を参照した。

## 貨幣発行量
| 年度                   | 発行総額 （単位：千圓） | 硬貨   | 紙幣      |
| ---------------------- | ----------------------- | ------ | --------- |
| 1932年（大同元年）     | 151,865                 | 未発行 | 151,865   |
| 1933年（大同2年）      | 131,392                 | 2,169  | 129,223   |
| 1934年（康徳元年）     | 184,104                 | 15,772 | 168,332   |
| 1935年（康徳2年）      | 198,939                 | 20,284 | 178,655   |
| 1936年（康徳3年）      | 274,691                 | 20,448 | 254,243   |
| 1937年（康徳4年）      | 329,909                 | 22,420 | 307,489   |
| 1938年（康徳5年）      | 452,896                 | 27,159 | 425,737   |
| 1939年（康徳6年）      | 657,345                 | 33,724 | 623,621   |
| 1940年（康徳7年）      | 991,229                 | 44,179 | 947,050   |
| 1941年（康徳8年）      | 1,317,029               | 55,498 | 1,261,531 |
| 1942年（康徳9年）      | 1,728,145               | 58,514 | 1,669,631 |
| 1943年（康徳10年）     | 3,079,795               | 68,608 | 3,011,187 |
| 1944年（康徳11年）     | 5,876,853               | 71,042 | 5,805,811 |
| 1945年（康徳12年）7月  | 8,085,042               |        |           |
| 1945年（民国34年）11月 | 13,600,000              |        |           |

- 上記の表は『旧満洲国貨幣研究』80頁を参照した。